# 学校法人八代学院
学校法人八代学院（がっこうほうじんやしろがくいん、英語: Educational Foundation Yashiro Gakuin）は、日本の学校法人。兵庫県神戸市東灘区に本部を置き、大学、高等学校を運営している。日本聖公会系のキリスト教主義学校（ミッションスクール）である。

## 概要
1963年、キリスト教伝道者である八代斌助により設立。同年、神戸市垂水区に八代学院高等学校を開校、1968年に八代学院大学を開学した。1992年には大学の名称を「八代学院大学」から「神戸国際大学」に、高校の名称を「八代学院高等学校」から「神戸国際大学附属高等学校」にそれぞれ変更。

## 年表
（この節の出典：）
| 年号 | 沿革 |
| ---- | --- |
| 1963 | 国際教育活動の集約と国際課題の実践の砦として、学校法人八代学院創立。 初代学院長兼理事長に八代斌助が就任。 八代学院高等学校開設。                                                    |
| 1963 | 八代学院高等学校（普通科男子校）開校 |
| 1968 | 八代学院大学設置認可（経済学部、経済学科）。 八代学院大学開学。 |
| 1969 | 大山野外活動センター設立 |
| 1970 | 八代斌助逝去（10月10日）。 大学：教職課程認可。 |
| 1972 | 大学：コース制（経済学・経営学・貿易学・観光学）開始。 |
| 1976 | 高等学校：新グラウンド完成 |
| 1981 | 高等学校：新館落成 |
| 1983 | 大学：定員変更認可。 |
| 1985 | 高等学校：国際科設置 |
| 1988 | 高等学校：新体育館落成 |
| 1992 | 大学：国際化時代の到来の中、大学の使命と地域性、歴史性を明確にするため、「八代学院大学」から「神戸国際大学」に名称を変更。 高等学校：神戸国際大学附属高等学校に校名変更・創立30周年 |
| 1995 | 大学：都市文化経済学科を開設。 |
| 2002 | 大学：六甲アイランドに移転。 |
| 2006 | 大学：チャペルにパイプオルガンを設置。 |
| 2008 | 大学：学科名称変更。 経済経営学科、都市環境・観光学科（2008年度入学生より） 高等学校：国際科募集停止・トレーニングセンター完成・学生寮竣工                                          |
| 2009 | 大学：リハビリテーション学部理学療法学科開設。 |
| 2011 | 高等学校：コース制導入（文理特進・アスリート・進学キャリア） |
| 2013 | 高等学校：創立50周年 |
| 2016 | 大学：学科名称変更。 都市環境・観光学科から国際文化ビジネス・観光学科に変更。（2016年度入学生より）                                                                                 |
| 2018 | 大学：創立50周年 高等学校：男女共学化（文理特進コース） |

## 設置校
- 神戸国際大学
- 神戸国際大学附属高等学校

## 関係校
- 学校法人立教学院
- 学校法人松蔭女子学院
- 学校法人桃山学院
- 学校法人プール学院